# Сукоб у Пакрацу
Сукоб у Пакрацу, у Хрватској познат као Битка за Пакрац (хрв. Bitka za Pakrac), био је бескрвни окршај који се одиграо у југословенском граду Пакрацу у марту 1991. године. Сукоб је био резултат растућих етничких тензија у Хрватској током распада Југославије. Био је то један од првих озбиљних избијања насиља у ономе што је постало рат у Хрватској.
Сукоб је почео након што су побуњени Срби заузели полицијску станицу и зграду општине и малтретирали званичнике хрватске владе. Хрватска влада је извела контраудар против побуњеника, шаљући специјалну полицију Министарства унутрашњих послова да поново успостави контролу. Борбе су избиле између двије стране. Упркос покушају интервенције Југословенске народне армије (ЈНА), хрватска влада је поново успоставила контролу над градом. Након сукоба са ЈНА, постигнут је договор о повлачењу специјалне полиције и ЈНА, чиме је град враћен у услове пре него што су Срби покушали да преузму контролу над полицијом.

## Позадина
1990. године, након изборног пораза владе Социјалистичке Републике Хрватске од стране Хрватске демократске заједнице, погоршале су се етничке тензије између Хрвата и Срба. Југословенска народна армија (ЈНА) запленила је оружје Територијалне одбране Хрватске да би смањила отпор. 17. августа тензије су прерасле у отворену побуну хрватских Срба, усредсређених на претежно српско насељена подручја Далматинске загоре око Книна, делове Лике, Кордуна, Бановине и источне Хрватске. Хрватски Срби су у јулу 1990. основали Српско народно вијеће да би координирали противљење политици независности хрватског предсједника Фрање Туђмана. Милан Бабић, стоматолог из јужног града Книна, изабран је за предсједника, а начелник книнске полиције Милан Мартић основао је паравојну милицију. Њих двојица су на крају постали политички и војни лидери Републике Српске Крајине (РСК), самопроглашене државе која укључује подручја Хрватске насељена Србима.
Почетком 1991. Хрватска није имала регуларну војску. Да би ојачала своју одбрану, Хрватска је удвостручила полицијско особље на око 20.000. Најефикаснији део снага била је специјална полиција од 3.000 припадника распоређених у дванаест батаљона који су усвојили војну организацију. Постојало је и 9.000–10.000 регионално организоване резервне полиције, која је била организована у 16 батаљона и 10 чета, али није имала оружје. Према хрватском попису становништва из 1991, Срби су били највећа етничка група у општини Пакрац (46,4%), а затим Хрвати (35,8%). Политичар Српске демократске странке Вељко Џакула постао је политички лидер хрватских Срба у западној Славонији. Сматрао је да Срби треба да се отцепе од Хрватске.
Дана 22. фебруара, општинско веће под контролом Џакуле изгласало је припајање Српској Аутономној Области Крајина (касније преименованој у Република Српска Крајина) и потчињавање полицијске станице Пакрац Министарству унутрашњих послова Крајине. Уставни суд Хрватске је 28. фебруара поништио гласање.

## Сукоб
У фебруару 1991. Бабић и Мартић су наложили српским паравојним формацијама да заузму полицијску станицу и општинске зграде у граду. Дана 1. марта паравојне формације су разоружале 16 хрватских полицајаца у граду и подвргле локалне хрватске званичнике кампањи клеветања и застрашивања. Полицијом у Пакрацу командовао је Јово Везмар, који је стао на страну Бабића и Мартића.
Као одговор, председник Фрањо Туђман наредио је хрватском Министарству унутрашњих послова да врати власт над градом. У 04:30 2. марта 1991. први дио хрватске полиције од 200 припадника ушао је у Пакрац. Чета специјалне јединице полиције „Омега“, упућена из Бјеловара, пришла је преко села Бадљевина, где је један број хрватских цивила пратио снаге према Пакрацу. Барикада испред Пакраца очишћена је без отпора, а хрватска полиција је без отпора обезбеђивала полицијску станицу у граду. Неколико сати касније, на полицијску станицу је пуцано са оближњег брда од стране снага којима је командовао Везмар. Убрзо потом из Загреба је стигла друга хрватска специјална полицијска јединица, Антитерористичка јединица Лучко. Везмар се повукао на исток према селима Шеовица и Бучје на планини Псуњ. Специјална полиција, којом су командовали Марко Лукић и Младен Маркач, ухапсила је 180 побуњеника српске националности, укључујући 32 полицајца српске националности, при чему ниједна страна није задобила смрт или повреде. Везмара је на мјесту начелника пакрачке полиције замијенио Стјепан Купсјак.
Хрватска акција изазвала је интервенцију савезне југословенске владе. Представник Србије у Колективном Предсједништву Југославије Борисав Јовић подржао је захтев југословенског министра одбране Вељка Кадијевића да се на лице мјеста упути ЈНА. Првих десет тенкова ЈНА стигло је у Пакрац касно увече 1. марта и заузело положаје у разним деловима града; већина их је била стационирана у близини градске болнице. Следећег поподнева у Пакрац је стигла додатна јединица ЈНА на челу са пуковником Миланом Челекетићем, која је заузела положаје близу хрватске специјалне полиције. Челекетић је деловао по наређењу генерал-мајора Јеврема Цокића, команданта 32. (Вараждинског) корпуса. Цокић је овластио распоређивање три чете оклопног батаљона 265. механизоване бригаде са сједиштем у Бјеловару.
Долазак тенкова ЈНА у Пакрац дошао је прекасно да спречи хрватску специјалну полицију да поново заузме град. Међутим, то је подстакло преостале српске побуњенике да почну да пуцају на град са околних брда. Пуцњава је испаљена на полицијско возило у патроли. Полицајци су узвратили пуцањем на мушкарце који су се повлачили према положају ЈНА, а ЈНА је заузврат пуцала на полицијско возило. Пуцњава је окончана када су у разговорима хрватског члана савјезног предсједништва Стјепана Месића и пуковника ЈНА Александра Васиљевића дошло до договора да се хрватској полицији дозволи да задржи контролу над градом. ЈНА је планирала да силом преузме контролу над Пакрацем од специјалне полиције. Напад, кодног назива Пакрац-91, отказан је када су хрватске власти пристале да повуку специјалну полицију до 3. марта увече. ЈНА се повукла из Пакраца након одлуке Предсједништва Југославије, напуштајући сјеверне прилазе граду 12. марта, а потпуно се повукла седам дана касније.

## Посљедице
Споразум о повлачењу специјалне полиције и ЈНА у великој мери је вратио Status quo ante bellum. 17 од 32 ухапшена полицајца вратила се у службу до 5. марта; оптужнице су на крају подигнуте против петорице, укључујући Везмара. Инцидент је имао трајни значај јер је то био први озбиљни окршај у оном што ће постати Рат у Хрватској — рат пуног размера између Хрватске и њеног побуњеног српског становништва уз подршку Србије и ЈНА. Српска влада је искористила сукоб у Пакрацу да ојача тврдње националистичке пропаганде да Хрватска врши геноцид над својим српским становништвом. Српски и црногорски медији извјештавају о до 40 мртвих у сукобу. Као показатељ конфузне и крајње нетачне природе извештавања, београдске дневне новине Вечерње новости су на својој насловној страни објавиле да је градски православни свештеник убијен, на другој страни да је рањен, а на трећој страни штампао изјаву од њега. Предсједништво Југославије коначно је издало саопштење да у Пакрацу нико није убијен.
У Србији, владајућа Социјалистичка партија Србије (СПС), коју је предводио Слободан Милошевић, осудила је акцију хрватске полиције као „брутални напад хрватске владе на становништво Пакраца [користећи] насилне и фашистичке методе” — саопштење које је истакнуто носи државна Радио телевизија Београд. СПС је позвао Србе да присуствују "протестним скуповима против насилног понашања хрватске ХДЗ владе". Милошевић је искористио сукоб у Пакрацу да захтева да се ЈНА овласти да насилно разоружа Хрватску. Захтев, којим се конкретно захтева давање ратних овлашћења ЈНА и увођење ванредног стања, поднет је преко Кадијевића на седници Председништва од 11. – 15. маја. Захтев је одбијен, а Милошевић је изјавио да више не признаје надлежност савезног Предсједништва.
Интервенција полиције подстакла је српске политичке лидере у Окучанима да позивају локално становништво да подигну барикаде око града како би се спречила нова интервенција — наводећи да се полицијске снаге приближавају из Кутине и Новске. Барикаде су чували наоружани цивили. У Пакрацу се око 500 српских демонстраната окупило испред зграде Општинског већа захтевајући уклањање заставе Хрватске.

## Фусноте
1. 1 2  The New York Times & 3 March 1991
2. ↑  The New York Times & 4 March 1991
3. ↑  Hoare 2010, стр. 117
4. ↑  Hoare 2010, стр. 118
5. ↑  The New York Times & 19 August 1990
6. ↑  ICTY & 12 June 2007
7. ↑  Repe 2009, стр. 141–142
8. ↑  CIA 2002, стр. 86
9. ↑  Miškulin 2011, стр. 356–357
10. ↑  Miškulin 2011, стр. 362
11. ↑  Miškulin 2011, стр. 365
12. ↑  Miškulin 2011, стр. 377
13. ↑  Miškulin 2011, стр. 378
14. 1 2 3 4 5 6 7 8  Ramet 2006, стр. 384–385
15. ↑  Repe 2009, стр. 141
16. 1 2  Glas Slavonije & 20 February 2013
17. ↑  Karaula 2007, стр. 14
18. 1 2  Miškulin 2011, стр. 379
19. 1 2  Miškulin 2011, стр. 384
20. ↑  Degoricija 2008, стр. 155
21. ↑  Miškulin 2011, стр. 379–380
22. ↑  Miškulin 2011, стр. 382
23. ↑  Miškulin 2011, стр. 381
24. ↑  Karaula 2007, стр. 13
25. 1 2  Miškulin 2011, стр. 380
26. ↑  Miškulin 2011, стр. 382–383
27. ↑  Ahrens 2007, стр. 113
28. 1 2  Miškulin 2011, стр. 383
29. ↑  Kurspahić 2003, стр. 72
30. ↑  Gordy 2010, p. 38, note 37
31. 1 2  Kaufman 2001, стр. 189–190
32. ↑  Mesić 2004, стр. 51–55
33. ↑  Miškulin 2011, стр. 380–381